# حرکات بسکتبال

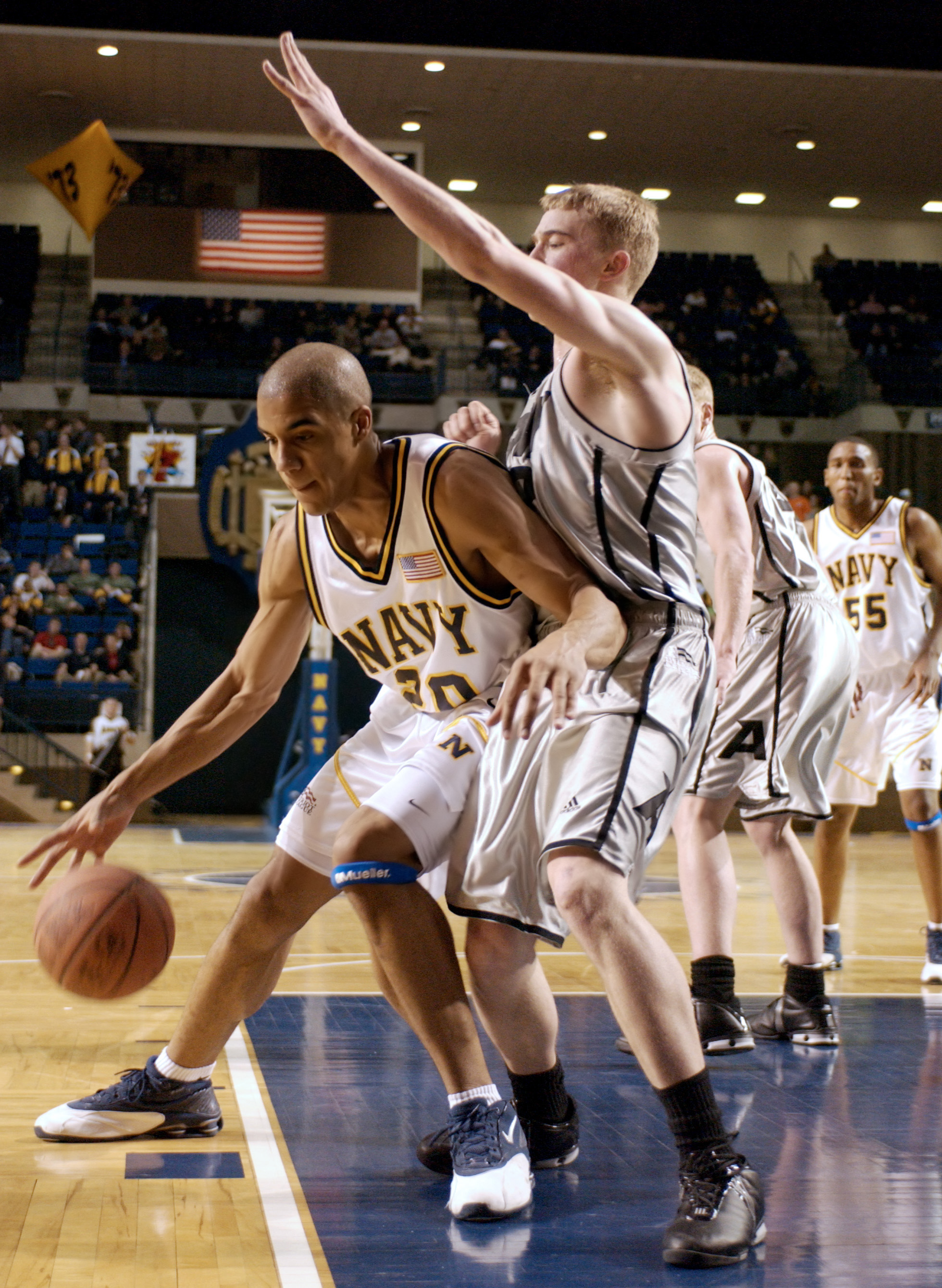

حرکات بسکتبال؛ عموماً به حرکاتی گفته می‌شود که توسط بازیکنان یک تیم بسکتبال در مسابقات انجام می‌شود تا از یک مدافع عبور کنند یا به هم‌تیمی خود پاس بدهند و یا توپ را وارد سبد کنند. به این شکل در جریانِ بازی (با توجه به مکانی که توپ پرتاب می‌شود) می‌توانند دو یا سه امتیاز به ثبت برسانند. اگر توپ توسط بازیکن خارج از محوطه جریمه پرتاب شود، سه امتیاز و اگر از داخل محوطه جریمه حریف وارد سبد شود دو امتیاز خواهد داشت.
در اختیار داشتن توپ در رشته بسکتبال قوانین خاص خود را دارد. اگر شما توپ را بیشتر از ۵ ثانیه در دستانتان نگه دارید، داور مسابقه خطا اعلام می‌کند. نکته دیگر اینکه  شما به هر شکلی نمی‌توانید توپ را همراه خود حمل کنید. بنابراین، قبل‌ از پرداختن به موضوع انواع دریبل‌ها، بهتر است که نخست قوانین در اختیار داشتن توپ را بدانید تا توصیف‌های نوشته شده در مورد دریبل‌ها برای شما قابل فهم‌‌ باشد. درصورت رعایت نکردن قواعد دریبل‌ زدن و انجام خطاهایی، به عنوان مثال گام‌های اضافه (رانینگ) یا خطای دابل رانینگ ، مالکیت توپ از شما گرفته می‌شود.

## انواع دریبل
دریبل: به زدن توپ به زمین به‌طور ممتد و حفظ مالکیت توپ و همچنین عبور از بازیکن تیم حریف می‌گویند. در هنگام دریبل نمی‌توان توپ را بیشتر از زمان مشخص در دستان خود نگه داشت (تخلف حمل) و نمی‌توان آن را دوباره به زمین زد (تخلف دَبِل) و نمی‌توان بدون دریبل کردنِ بازیکنِ تیم حریف، بیش از یک گام برداشت (تخلف تراولینگ یا رانینگ).

### دریبل کراس‌ اور
زمانی که مالک توپ موقعیت آن را با زدن یک دریبل از یک دست به دست دیگر تغییر می‌دهد، دریبل کراس اُور می‌گویند. تکنیک یا دریبل کراس‌ اور از اصول اوّلیه بسکتبال است و برای دور نگه داشتن توپ از مدافع استفاده می‌شود. بهترین کاربرد کراس‌اور زمانی است که مالک توپ در مقابل مدافع حریف در نزدیکی تور است.

### خارج و داخل
وقتی که یک دریبل به سمت خارج بزنیم انگار که قصد داریم به سرعت حرکت کنیم و بعد دریبل بعدی را به داخل بزنیم. این دریبل مانند کراس‌اور برای فریب و عبور از بازیکن تیم حریف استفاده می‌شود و می‌توانند گاه مدافع را به زمین بیندازد.

### دریبل تردید
در این دریبل با تغییر سرعت خود مدافع را فریب می‌دهیم؛ برای مثال با دریبلی آرام به او نزدیک می‌شویم و او دفاع را شل می‌کند و بعد با یک حرکت انفجاری سرعت می‌گیریم و از او رد می‌شویم.

### دریبل بیتوین یا لای پا(Between legs)
برای حفاظت بیشتر از توپ می‌توانیم دریبل کراس‌اور را بین پا انجام دهیم، یعنی یک پا را جلو می‌گذاریم و کراس‌اور می‌زنیم تا پای جلو به عنوان سپر، نگذارد توپ لو برود. انواع سریعتر این دریبل بدون جلو گذاشتن پا هم قابل اجرا هستند.

### دریبل پشت کمر
دریبل پشت کمر یا (Behind the back) هم همان کراس‌اور است که پشت کمر زده می‌شود و از بدن به عنوان سپر توپ استفاده می‌کند.

### پیوٌت
دریبل چرخشی یا (Spin move) وقتی اجرا می‌شود که با یک دست دریبل می‌زنیم و وقتی به مدافع رسیدیم پای مخالف دست دریبل را جلو گذاشته و به عنوان محور قرار می‌دهیم و با پای دیگر به شکل پرگار دور آن می‌چرخد و از مدافع رد می‌شویم. فراموش نشود که در این دریبل نباید هر دو پا حرکت کند وگرنه مرتکب تخلف تراولینگ یا رانینگ می‌شویم . علاوه براین موضوع می توانیم برای سرعت چرخش بیشتر از شونه خود در هنگام پیوت استفاده کنیم .

## حرکات بعد از دریبل

### سه گام
برخلاف اسمش شامل دو گام است و نزدیک به سبد بسکتبال اجرا می‌شود و این‌طوری است که ابتدا باید دریبل را قطع کرده و توپ را در دست گرفته و دو گام به سمت سبد برداریم و بعد با یک پرش (معمولاً با یک پا) توپ را به سمت سبد پرتاب کنیم.

### یورو استپ
این حرکت توسط بسکتبالیست‌های اروپایی ابداع و استفاده می‌شده و به همین دلیل به (Euro step) معروف شده است. در این حرکت نزدیک به حلقه بعد از زدن یک دریبل توپ را در دست گرفته و یک قدم به سمت راست یا چپ و قدم بعدی را به سمت مخالف برداشته و سپس به سمت حلقه توپ را پرتاب می‌کنیم.

### جامپ استاپ
جامپ استاپ (Jump stop) حرکتی برای توقف دریبل و حرکت است. ابتدا توپ را با دو دست می‌گیریم و همزمان با هر دو پا روی زمین می‌ایستیم و حرکت را متوقف می‌کنیم. اگر بعد جامپ استاپ شوت بزنیم، در واقع جامپ شات (Jump shot) انجام داده‌ایم.

### فریب شوت
فریب شوت (jump fake)؛ به تظاهر به پرتاب کردن توپ می‌گویند. بعد این حرکت می‌توان پاس داد یا از جهت دیگری پرتاب کرد.

## انواع پاس

### پاس زمینی
پاس زمینی (Bounce pass) به پاسی گفته می‌شود که در آن توپ را در مقابل یار به زمین زده و توپ را در اختیار او قرار می‌دهیم. این پاس به راحتی می‌تواند منجر به امتیاز شود چون گرفتن آن برای مدافع به مراتب سخت‌تر است.

### پاس سینه به سینه
در این پاس یک پای خود را جلو می‌گذاریم و با دو دست توپ را به سمت سینه یار پرتاپ می‌کنیم.

### پاس بالای سر
در پاس بالای سر (Overhead pass) توپ را مثل فوتبال با هر دو دست از بالای سر پرتاب می‌کنیم و معمولاً در ضدحمله بسیار مؤثر است و می‌تواند با دریافت سریع حتی بدون دریبل زدن منجر به امتیاز شود.

### پاس ضربه‌ای
در پاس ضربه‌ای (Touch pass) بلافاصله بعد از لو رفتن توپ یکی از بازیکنان، می‌توان با زدن ضربه‌ای توپ را به سمت یار هدایت کرد. در واقع این پاس سریع‌ترین پاس بسکتبال می‌باشد.

### پاسبیسبالی
این پاس برای فرستادن توپ به فاصلهٔ دور مثلاً از یک سمت به سمت دیگر زمین استفاده می‌شود و مثل پرتاب بیسبال است و با یک دست انجام می‌شود بنابر این برای ضد حمله مناسب می‌باشد.

### پاس کور
پاس کور (Blind pass) به پاسی می‌گویند که بدون نگاه کردن فرستاده می‌شود. در این پاس ارسال‌کننده به یک جهت نگاه می‌کند و به جهتی دیگر پاس می‌دهد. تا مدافع را فریب بدهد. ریسک لو رفتن این پاس بالاست.

### پاس پشت کمر
این پاس از پشت کمر است و می‌توان توپ را به صورت زمینی یا مستقیم پرتاب کرد.

## حرکات دو نفره

### پیک اند رول
این حرکت (Pick & Roll) میان تیم‌های ان بی ای بسیار محبوب است، در این حرکت توپ در دست یکی از بازیکنان تیم است و دریبل می‌زند و یار او به سمت مدافع می‌رود و در مقابل او دیواری (Screen) با بدنش درست می‌کند و در این فرصت یار او از مدافع رد می‌شود. این دیوار یا اسکرین باید حتماً ثابت باشد و در صورت حرکت می‌تواند منجر به خطای اسکرین غیرمجاز (Illegal screen foul) شود.

### اَلی اووپ
حرکت «الیوپ» همچنین یکی از حرکات سخت بسکتبال است و نیازمند دو بازیکن می‌باشد. در این حرکت ابتدا یک یار توپ را بلند به سمت تور پرتاب می‌کند و یار نزدیک سبد با پرشی بلند آن را با دست می‌گیرد و قبل از رسیدن پاهایش به زمین آن را وارد سبد می‌کند. در این حرکت می‌توان توپ را به صورت اسلم دانک یا به صورت پرتاب معمولی وارد سبد کند.
در اتحادیه ملی بسکتبال افرادی مثل بلیک گریفین از تیم لس آنجلس کلیپرز و دوایت هاوارد از تیم اتلانتا هاکس و تعدادی دیگر از بازیکنان این لیگ برای الیوپ‌های خود مشهورند.

## حرکات پُست
حرکات پست (Post move) به حرکاتی گفته می‌شود که معمولاً توسط بازیکنان (پست ۴ و ۵) و بازیکنان بلندقدتر با قدرت بدنی بیشتر انجام می‌شود، چون این حرکات فیزیکی و قدرتی هستند. این حرکات معمولاً نزدیک به حلقه و در محوطه رنگی (Painted area) انجام می‌شود.

### بدن گذاشتن
بدن گذاشتن و هل دادن در پست (Backing down) به حرکتی گفته می‌شود که طی آن مهاجم پشت خود را به مدافع می‌کند و او را با فشار، به عقب هل می‌دهد. فشار وارده نباید ناگهانی باشد یا حالت ضربه داشته باشد چون احتمال دارد موجب خطا شود و به دفاع خطای شارژ می‌دهد.
از این حرکت استفاده می‌شود تا بازیکن برای شوت و حرکت خود فضا ایجاد کند و بهتر است در محوطه رنگی و در فاصلهٔ نزدیک و تقریباً ۱٫۵متری سبد (Restricted area) انجام شود چون اگر از این فاصله دورتر باشد موجب خطای شارژ می‌شود.

## انواع شوت

### لی آپ
لی آپ (lay up) به پرتاب توپ به سمت حلقه برای کسب دو امتیاز می‌گویند. نحوه انجام لی آپ اینگونه است که توپ را بالا برده و با یک دست آن را به سمت سبد پرتاب کرده و وارد سبد می‌کنیم. لی آپ‌ها معمولاً منجر به کسب امتیاز می‌شوند. مسئلهٔ اصلی رسیدن به نزدیک سبد و بلاک نشدن است.

### لی آپ معکوس
لی آپ معکوس (Reverse lay up یا Lay back) به وارد کردن توپ به سبد از خلاف جهتی که حرکت از آن آغاز شده می‌گویند. مثلاً حرکت به سمت چپ و شوت زدن به سمت راست بعد از عبور از سبد.

### فینگر رول
فینگر رول (Finger roll) به پرتابی گفته می‌شود که معمولاً بعد سه گام انجام می‌شود و در این حرکت دست خود را زیر توپ قرار می‌دهیم و آن را به سمت جلو و بالا می‌بریم و بعد از پرش با انگشتان خود توپ را به سمت سبد هل می‌دهیم. مایکل جردن در زمان بازی خود از این حرکت بسیار استفاده می‌کرد.

### دبل کلاچ
دبل کلاچ (Double clutch) به تغییر موقعیت توپ هنگام پرش برای شوت زدن می‌گویند. برای مثال توپ در دست چپ بازیکن است و وقتی که می‌پرد توپ را در هوا دور کمر خود می‌چرخاند و با دست راست شوت می‌زند یا توپ را از بین پایش رد می‌کند و اسلم دانک می‌زند.

### تخته حلقه
تخته حلقه (Bank shot) به حالتی می‌گویند که توپ را به تخته می‌زنیم و از آنجا توپ وارد سبد می‌شود. از این روش در شوت‌های کوتاه استفاده می‌شود و در شوت‌های نزدیک خط اوت یا سه امتیازی کاربرد ندارد.

### هوک
شوت هوک (Hook shot) شوتی تأثیرگذار است ولی اجرای آن هم به نسبت سخت است. شوت هوک با یک دست از بالای سر پرتاب می‌شود. این شوت زمانی اجرا می‌شود که مدافع دستانش را بالا برده باشد و از حلقه محافظت کرده باشد یا اینکه احتمال بلاک شدن توپ توسط او وجود داشته باشد. در این حالت ما بدن خود را بین توپ و مدافع قرار داده و  دست خود را زیر توپ گذاشته و با یک دست توپ را از بالای سر پرتاب می‌کنیم.
کریم عبدالجبار در زمانی بازی خود از هوک بسیار استفاده می کرد.

### فِید اِوِی
فید اوی (Fade away) به نوعی از پرتاب توپ گفته می‌شود که بازیکن قبل از شوت پرشی مایل به عقب انجام می‌دهد و وقتی که هنوز پایش به زمین نرسیده توپ را رها می‌کند. استفاده این حرکت برای زمانی است که مدافع بسیار به شوت زن نزدیک است و می‌تواند شوت او را بلاک کند(مانع گل شدن توپ شود) و با این حرکت پرتاب‌کننده دست و بدن خود را مایل به عقب دور از دست راست دفاع قرار می‌دهد.

### اسلم دانک
اسلم دانک (Slam dunk) یکی از حرکات سخت بسکتبال است که اجرای آن قدرت بدنی و پرش عمودی بالایی نیاز دارد. اسلم دانک به انداختن توپ در سبد از بالای سبد می‌گویند. بازیکنی که اسلم دانک می‌زند باید بتواند حداقل کمی بیشتر از ارتفاع حلقه بسکتبال بپرد.

## سایر حرکات بسکتبال

### جَب استِپ
جب استپ(Jab step) به حرکتی می‌گویند که در آن بازیکن پای چپ (برای بازیکنان راست دست) خود را جلو می‌گذارد و توپ را می‌گیرد و در سمت چپ پایین می‌آورد و از چپ به راست می‌کشد تا ضعف دفاعی بازیکن دفاعی را کشف کرده و او را فریب دهد.

## برای مطالعهٔ بیشتر
- @Decathlon (۲۰۲۳-۰۲-۲۴). «10 Basketball Moves To Dance Round the Competition». Decathlon (به انگلیسی). دریافت‌شده در ۲۰۲۳-۰۵-۱۲.